# Ceph
Ceph — свободная программная объектная сеть хранения, обеспечивающая как файловый, так и блочный интерфейсы доступа. Может использоваться на системах, состоящих как из нескольких Linux-машин, так и из тысяч узлов, известно об эксплуатации систем на Ceph размером в сотни петабайт (в Yahoo!); встроенные механизмы продублированной репликации данных обеспечивают высокую живучесть системы, при добавлении или удалении новых узлов массив данных автоматически перебалансируется с учётом изменений.
В отличие от таких распределённых файловых систем, как GFS, OCFS2 и GPFS, в Ceph обработка данных и метаданных разделена на различные группы узлов в кластере, примерно как это сделано в Lustre, с тем различием, что обработка производится на уровне пользователя, не требуя никакой особой поддержки от ядра операционных систем узлов. Ceph может работать поверх блочных устройств, или используя существующую файловую систему узла, в том числе — внутри одного файла.
Изначально спроектирована Сейджем Уэйлом (англ. Sage Weil) в 2007 году в докторской (PhD) диссертации, в дальнейшем к созданию системы подключились другие разработчики. С целью развития и коммерциализации системы Уэйл в 2012 году основал фирму Inktank, в 2014 году компания была поглощена корпорацией Red Hat (к этому моменту уже обладавшей активами другой свободной объектной программной системы хранения — GlusterFS).